# Vjetroelektrana Crno brdo
Vjetroelektrana Crno brdo ili VE Crno brdo je vjetroelektrana koja se nalazi u blizini Šibenika, sjeverno od autoceste između izlaza Šibenik i Vrpolje, a također i u blizini dvije postojeće vjetroelektrane Trtar-Krtolin i Orlice. Vjetroelektrana je puštena u pogon 24. kolovoza 2011. godine. Priključena je na distributivnu mrežu HEP-ODS-a. Sastoji se od 7 vjetroagregata Leitwind LTW77 pojedinačne snage 1,5 MW. Zbog ograničenja priključne snage na distributivnoj mreži izlazna snaga cijele vjetroelektrane je ograničena na 10 MW ukupno. Promjer lopatica vjetroagregata je 77 metara, a visina stupa 80 metara. Investitor u vjetroelektranu je šibenska tvrtka Tudić Elektro Centar Obnovljivi Izvori d.o.o. u suradnji sa stranim partnerima. Predviđa se godišnja proizvodnja električne energije ove vjetroelektrane od 27 GWh. Vrijednost ove investicije je oko 16 milijuna eura.

## Vjetroelektrane u Hrvatskoj
Vjetroelektrane u Hrvatskoj su započele svoj razvoj još 1988., kada je Končar postavio prvi vjetroagregat u brodogradilištu Uljanik, koji se i danas tamo nalazi, no onda je razvoj istoga obustavljen. Danas Končar ima postavljen prvi prototip svog modernog vjetroagregata na lokaciji Pometeno brdo u blizini Splita i pokušava uhvatiti korak s ostalim poznatim proizvođačima vjetroagregata.
Promatrajući karakteristike vjetra na prostoru Hrvatske, može se zaključiti da Hrvatska ima na desetke područja koja imaju zadovoljavajući vjetropotencijal za izgradnju elektrana. Mjerenja određenih karakteristika vjetra (brzina, smjer, učestalost) pokazala su kako je za iskorištavanje energije vjetra povoljnije područje Jadrana od kontinentalnog dijela Hrvatske. Stoga su prve hrvatske vjetroelektrane izgradene upravo na tom području.
U Hrvatskoj je trenutno 20 vjetroelektrana koje su u normalnom radu (kolovoz 2018.) i koje isporučuju električnu energiju u elektroenergetski sustav Hrvatske. Instalirana snaga svih vjetrolektrana je 570 MW, u radu je 254 vjetroagregata koji isporučuju godišnje oko 1 475 GWh električne struje. Za usporedbu Termoelektrana Plomin ima snagu 330 MW i isporučuje godišnje oko 2 173 GWh električne struje.

## Poveznice
- Vjetroelektrane u Hrvatskoj